# Irene Sáez
Irene Lailin Sáez Conde (Chacao, Miranda, 13 de diciembre de 1961) es una expolítica, politóloga, exmodelo y exreina de belleza venezolana.
Fue ganadora del Miss Venezuela 1981 y posteriormente de los concursos Miss Confraternidad Sudamericana y Miss Universo 1981.
Tras esto, fue diputada y alcaldesa del municipio Chacao y posteriormente gobernadora del estado Nueva Esparta. En 1998 fue candidata a la presidencia de Venezuela, siendo la segunda mujer en la historia en lanzarse para el cargo, después de Ismenia Villalba.

## Biografía
Nació en una familia  venezolana de tradiciones conservadoras. Fue la menor de los seis hijos de Carlos Sáez y Ligia Conde, quien falleció cuando Irene tenía tres años de edad. Pasó su niñez en Chacao, estado Miranda.

### Certámenes de belleza
Ganó el concurso de belleza Miss Venezuela el 7 de mayo de 1981. Sáez destacó con un vestido rosado de María Teresa Sertal, también obtuvo el premio de Miss Fotogénica.
Gracias a ganar Miss Venezuela, Sáez participó en dos concursos: Miss Confraternidad Sudamericana, celebrado en junio de 1981 en Lima, Perú, el cual ganó. El segundo, Miss Universo, llevado a cabo el 20 de julio de 1981 en el Teatro Minskoff de Nueva York, Estados Unidos. Desde su llegada, se convirtió en la gran favorita. Sáez fue la segunda venezolana en ganar Miss Universo tras Maritza Sayalero. Además, Sáez obtuvo el segundo lugar en la competencia de trajes típicos.
Tres días después, fue recibida en el aeropuerto Internacional de Maiquetía Simón Bolívar y en Miraflores por el presidente encargado, Rafael Andrés «Pepi» Montes de Oca.

### Carrera política
Irene Sáez cursó la carrera de Estudios Políticos y Administrativos (Ciencias Políticas) en la Universidad Central de Venezuela, graduándose con honores. Posteriormente, se lanzó y ganó la alcaldía del municipio Chacao, puesto para el que más tarde fue reelegida. Su labor fue notoria y ampliamente publicitada.
Participó en las elecciones presidenciales de 1998 liderando las encuestas en intención de voto. Creó su propio partido, IRENE (Integración y Renovación Nueva Esperanza), fundado ese mismo año. Su campaña se basó en acabar con la corrupción, reducir la burocracia y refinanciar la deuda pública. Durante la campaña, recibió el apoyo del partido socialcristiano Copei, resultando en un efecto negativo en los votantes. Cuatro días antes de las elecciones, COPEI le retiró su respaldo para apoyar a Henrique Salas Romer, en un intento de prevenir la victoria de Hugo Chávez. Sáez obtuvo el 3 % de los votos. 
En 1999, Irene Sáez compitió para la gobernación del estado Nueva Esparta con el apoyo del Movimiento V República y el Polo Patriótico. Fue criticada por varios partidos alegando que ella no nació ni vivía en Nueva Esparta y que por lo tanto no podía postularse allí. El día de las elecciones, Sáez ganó con más del 70 % de los votos. Estuvo en el cargo por pocos meses, pues renunció a su cargo, supuestamente por su estado de salud.

## Vida personal
En 1999 se casó con el abogado y politólogo venezolano Humberto Briceño León, con quien tuvo un hijo y de quien se divorció en 2002. En 2003 fue nombrada miembro de la junta de directores de la BancGroup Colonial. Está casada con el empresario venezolano Serafín García Armas, con quien vive en Miami.
| Predecesor: Maye Brandt                            | Miss Venezuela 1981                            | Sucesor: Ana Teresa Oropeza              |
| Predecesor: Shawn Nichols Weatherly Estados Unidos | Miss Universo 1981                             | Sucesor: · Karen Dianne Baldwin · Canadá |
| Predecesor: Creación del cargo                     | Alcaldesa del municipio Chacao 1992-1999       | Sucesor: Leopoldo Lopez                  |
| Predecesor: Rafael Tovar                           | Gobernadora del estado Nueva Esparta 1999-2000 | Sucesor: Alexis Navarro                  |